# Буйвітер
«Буйвітер»  — український комікс, створений Констянином Сулимою в 1993 році та виданий 1995 року. Після «Буйвітра» Констянтин Сулима намалював наступний комікс про Тараса Бульбу.

## Сюжет
Комікс обрамлений як розповідь старого чоловіка своїм онукам.
Козак Буйвітер захищає Україну від бусурманів. Одного разу він, влаштувавши засідку, самотужки знищує загін османського ватажка Хіз-Гірея та визволяє людей, яких той захопив у полон. Хіз-Гірею вдалося уникнути кари, але він обіцяє помститися Буйвітру.
Хіз-Герей вважає, що Буйвітру допомогло якесь чаклунство, тому вирішує заручитися допомогою відьми. Вона радить Хіз-Герею звернутися до підземного дива Джагуда. Хіз-Герей спускається до підземелля, в якому укладає угоду з Джагудом: віддавши свою душу, він отримує надлюдські здібності.
Згодом Хіз-Герей убиває дружину Буйвітра, а його сина викрадає й перетворює чаклунством на слухняного раба. Козак програє бій проти Хіз-Герея, його покидають помирати в степу. Товариші знаходять Буйвітра, але він поранений і не може битися. Тоді козака відвідують троє старців, які вручають йому шаблю, хрестик і святу землю. Це дає козакові надзвичайну силу.
Буйвітер самотужки вирушає до Хіз-Герея та перемагає його військо. Тоді лиходій шле проти нього свого найкращого воїна Самеда, що насправді є Буйвітровим сином. Бусурмани й козаки домовляються про бій біля річки. Дві армії стикаються в жорстокій боротьбі, Буйвітер впізнає сина і своїми словами отямлює сина від чарів. Тоді Хіз-Герей перетворюється на чудовисько. Буйвітер долає його та скидає в провалля. Хіз-Герей обіцяє повернутися.
Розповідь старого завершується раптовим нападом бусурманів. Старий гине, але онуки знаходять його шаблю та розуміють, що дід — це син Буйвітра.

## Історія
«Буйвітер» створений українським графіком Констянтином Сулимою в 1993 році. В 1995 році комікс у м'якій обкладинці видала «Робітнича газета». «Буйвітер» вийшов українською та англійською мовами. Він став раритетом і предметом колекціонування.
Костянтин Сулима тривалий час не знав, що його комікс став культовим, тому не планував робити другу частину.
Комікс перевидавався в 2005 та 2022 роках. Видання 2022 року, виконане видавництво А-ба-ба-га-ла-ма-га, вирізняється твердою обкладинкою, покращеними зображеннями та доопрацьованим текстом.

## Сприйняття
Павло Чуйкін в рецензії на ITC.ua описав, що «Буйвітер» поєднує мотиви української літератури з естетикою «Конана», «Флеша Гордона», а також відомих західних супергеройських коміксів. Сюжет неглибокий, проте в оповіді, стилі малюнків, репліках головних героїв простежується естетика 1980-90-х років.
Згідно з UAGeek, «„Буйвітер“ став українським супергероєм українського епосу. Оповідання стало дійсно популярним, адже в країні до того не було культу героя-визволителя. Зрозумілий і чіткий образ українського козака був перетворений на супергероя».
Інтернет-портал Амнезія охарактеризувало його як «неповторний і водночас дуже характерний артефакт своєї епохи», що вийшов «на хвилі свободи від цензури, романтичних образів патріотичних героїв та перших кроків вільного книжкового ринку».